# Чиж (рід птахів)
Чиж (Spinus) — підрід горобцеподібних птахів роду щиглик (Carduelis) або окремий рід родини в'юркових (Fringillidae). Містить 20 видів, більшість з яких живе на Американському континенті, лише лісовий чиж (Spinus spinus) поширений в Євразії.

## Види
Підрід містить 20 видів
- Spinus atrata — чиж чорний
- Spinus atriceps — чиж гватемальський
- Spinus barbata — чиж бородатий
- Spinus crassirostris — чиж товстодзьобий
- Spinus cucullata — чиж червоний
- Spinus dominicensis — чиж антильський
- Spinus lawrencei — чиж масковий
- Spinus magellanica — чиж чорноголовий
- Spinus notata — чиж неотропічний
- Spinus olivacea — чиж оливковий
- Spinus pinus — чиж сосновий
- Spinus psaltria — чиж малий
- Spinus siemiradzkii — чиж еквадорський
- Spinus spinescens — чиж андійський
- Spinus spinus — чиж лісовий
- Spinus thibetana — чиж тибетський
- Spinus tristis — чиж золотий
- Spinus uropygialis — чиж жовтогузий
- Spinus xanthogastra — чиж жовточеревий
- Spinus yarrellii — чиж бразильський